# Valle del Silencio
El valle del Silencio es un valle de montaña situado a los pies de Pico Tuerto (2051m) y la Aquiana (1846m), en los montes Aquilianos, en la comarca del Bierzo (León,  España). Frente a él se encuentra el pueblo de Peñalba de Santiago, con su arquitectura popular conservada y su iglesia, una joya de la arquitectura mozárabe (BIC en 1931). Es un destino turístico entre cuyos elementos destacan la Cueva de San Genadio, los canales romanos y la ruta de la Tebaida berciana.

## Geografía

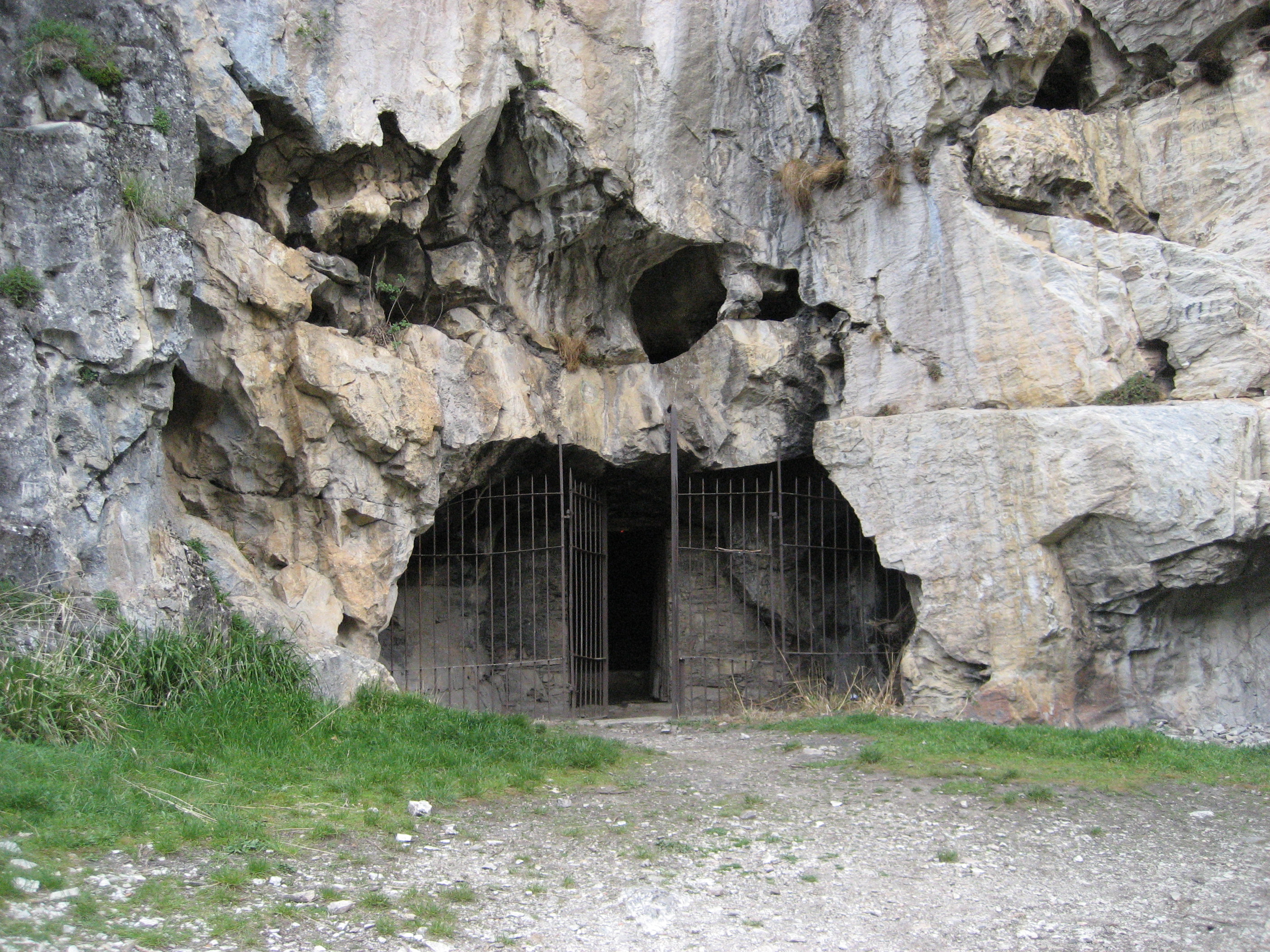
Cueva de San Genadio, donde se retiró el santo, situada cerca de Peñalba de Santiago

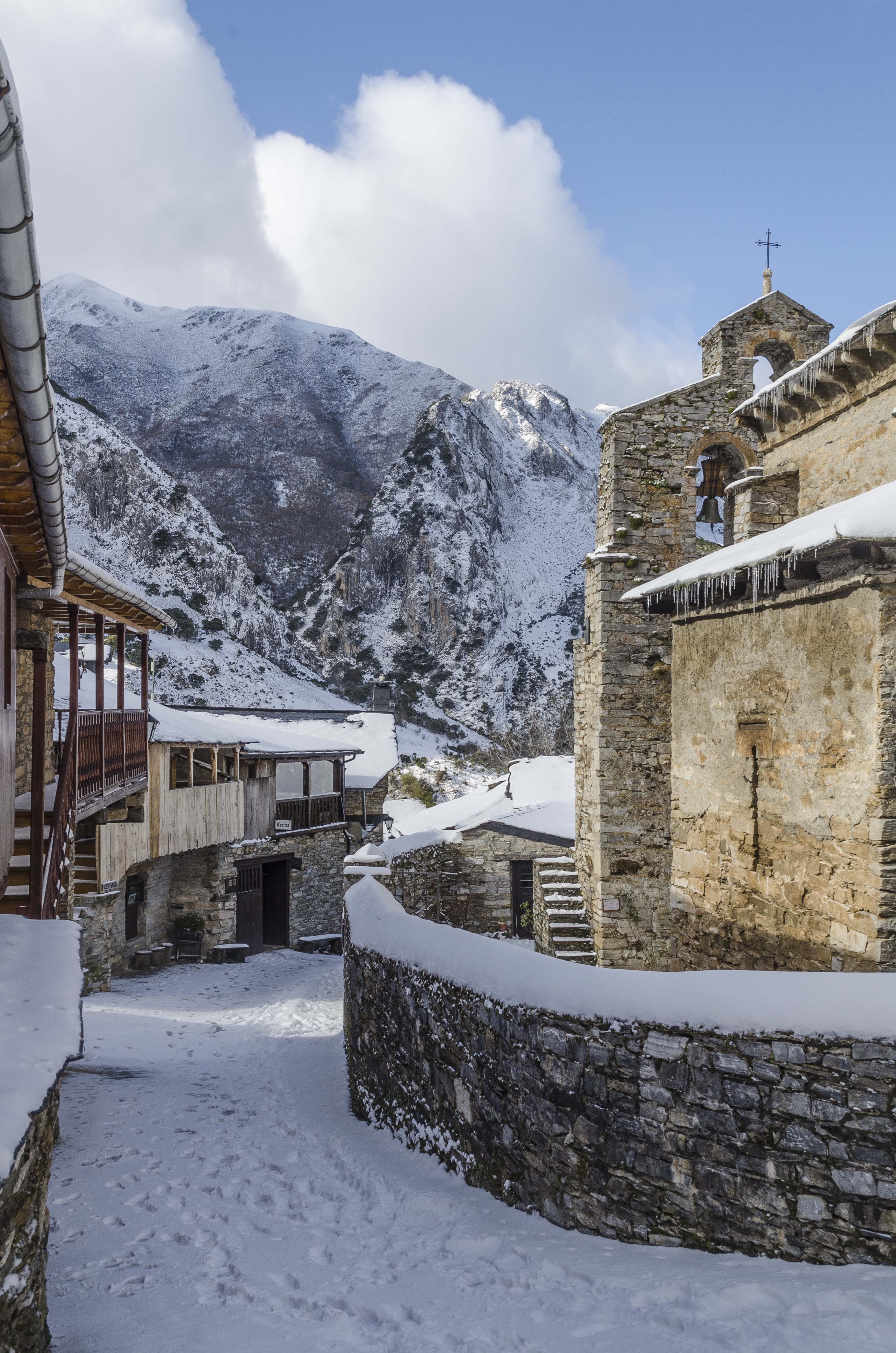
Iglesia de Santiago de Peñalba en invierno

Situado al sureste de la comarca del Bierzo, forma parte de la cuenca del río Oza, conocida como valle del Oza o, popularmente, como Valdueza, a través de uno de sus afluentes, el arroyo de Silencio. Se encuentra en la cara norte de los montes Aquilianos, a los pies de sus picos más altos. Es frecuente confundir y generalizar la denominación de Valle del Silencio a todo el Valle del Oza e, incluso, al conjunto de valles que forman las cercanías de Peñalba de Santiago, incluyendo al contiguo, por el oriente, Valle de Friguera.
El terreno es silúrico en su mayor parte y la composición de las rocas calizo-marmórea.

## Historia
Su aislada ubicación, en el centro de los montes Aquilianos, hizo de este entorno el lugar escogido a partir del siglo VII por monjes anacoretas para el aislamiento y la construcción de monasterios y ermitas, dando lugar a la Tebaida leonesa. 
En el siglo X San Genadio fundó un oratorio dedicado a Santo Tomás (la zona es conocida por los lugareños como Santo Tomé) del que a día de hoy no queda resto alguno, aunque hay constancia de que en el siglo XVII existían restos. En principio, en este lugar y no en Santiago de Peñalba, donde se encontraba un monasterio fundado alrededor de 910-916 por San Genadio, es donde su discípulo, San Fortís, pensaba construir la iglesia mozárabe que terminó construyéndose en su ubicación actual por el abad Salomón, probablemente debido a la muerte de San Fortís en 930, y descansando los restos de San Genadio en su interior, a sus pies.
En una pared de la montaña, situada a la entrada del valle, en su lado oeste, se encuentran varias cuevas naturales. Una de ellas es la conocida como Cueva de San Genadio en la cual el santo pasaba largas temporadas meditando. Puede visitarse siguiendo una ruta de senderismo que sale desde Peñalba de Santiago hacia el valle.

## Leyendas
Se dice que el nombre del valle proviene de la siguiente leyenda:

Cierto día San Genadio estaba meditando en su cueva, pero el murmullo del río no le permitía concentrase, así que, golpeando con su cayado, dijo: "cállate" y el río dejó de hacer ruido.

Los lugareños y muchos visitantes acostumbraban a depositar saquitos llenos de tierra, sacada de su tumba y después se lo daban a personas aquejadas de enfermedades de la piel para que lo llevaran colgando al cuello ya que pensaban que actuaba de remedio contra tales enfermedades. Es probable que la tierra sacada fuera renovada con la proveniente de una estancia anexa y más profunda de la cueva.